# Washington Wave
Washington Wave – zawodowa drużyna lacrosse, która grała w NLL. Drużyna miała swoją siedzibę w Waszyngtonie w Stanach Zjednoczonych. Rozgrywała ona swoje mecze na Capital Centre.

## Osiągnięcia
- Champion’s Cup:-
- Mistrzostwo dywizji:-

## Wyniki
W-P Wygrane-Przegrane, Dom-Mecze w domu W-P, Wyjazd-Mecze na wyjeździe W-P, GZ-Gole zdobyte, GS-Gole stracone
| Sezon | W-P  | Dom | Wyjazd | GZ  | GS  |
| ----- | ---- | --- | ------ | --- | --- |
| 1987  | 2-4  | 1-2 | 1-2    | 83  | 97  |
| 1988  | 6-2  | 4-0 | 2-2    | 121 | 119 |
| 1989  | 1-7  | 0-4 | 1-3    | 80  | 102 |
| Razem | 9-13 | 5-6 | 4-7    | 284 | 318 |